# Australian Drivers' Championship
L'Australian Drivers' Championship è un campionato motoristico che si disputa annualmente dal 1957. Coinvolge i piloti che prendono parte alla categoria più importante, tra quelle riservate a monoposto a ruote scoperte, che si disputa in Australia. Il campionato è sanzionato dalla Confederation of Australian Motor Sport. Di stagione in stagione tale categoria può variare; dal 2005 la categoria al quale il titolo è collegato è la Formula 3 e fa parte del Shannons Nationals Motor Racing Championships. Ogni anno il vincitore del campionato è premiato con il CAMS Gold Star.

## La storia
La prima edizione, quella del 1957, era aperta a ogni tipo di vettura. L'era della F.Libre durò fino al 1963. In questi primi anni la fecero da padrone vecchie vetture di Formula 1 o Formula 2, provenienti dall'Europa, che sfidavano vetture costruite in Australia, che aveva invece dominato l'automobilismo locale prima della seconda guerra mondiale.
Il buon successo in F1 per piloti oceanici quali Jack Brabham e Bruce McLaren portò le case europee ad interessarsi maggiormente dell'automobilismo del continente. Ciò portò alla creazione della Formula Tasman, che divenne molto popolare e offuscò l'importanza della categoria.
Nel 1964 si passò ad impiegare vetture dell'Australian National Formula e dell'Australian 1½ Litre Formula. Il successo del campionato turismo australiano relegò però l'Australian Drivers' Championship a semplice categoria formativa di giovani piloti.
Nel 1970 il campionato venne disputato con vetture della Formula 1 australiana e della Formula 2 australiana, categorie eredi di fatto delle precedenti ANF e 1½ Litre. Nel 1971 la F1 australiana venne aperta alle vetture di Formula 5000 che dominarono il campo per il resto del decennio. Durante questo periodo il nome Australian F1 fu spesso usato come sinonimo di  Australian Drivers Championship tuttavia il secondo è quello ufficialmente riconosciuto dalla Confederation of Australian Motor Sport.
Nei primi anni ottanta il titolo venne assegnato al vincitore del campionato nazionale di F.Mondial, poi a quello della F2 nazionale. Con la fine degli anni ottanta la Formula Holden, una versione locale della Formula 3000, divenne il campionato guida. Pur con varie denominazioni (F.Brabham, F4000) tale campionato fu il prescelto per l'assegnazione del titolo, fino all'avvento della F3 nel 2005.
La diminuzione del numero di piloti in griglia nella Formula 3 australiana ha portato CAMS a scegliere di non assegnare la Gold Star nel 2015 per la prima volta nella sua storia. Questa decisione fu presa dopo l'inizio della stagione.
Nel 2020 si è deciso di far rivivere la Gold Star per la nuova serie S5000 di V8 a ruote scoperte. La pandemia di COVID-19 ha impedito che un campionato venisse disputato nel 2020, ritardando l'assegnazione del titolo fino a maggio dell'anno seguente, quando si è conclusa la stagione 2021.

## Albo d'oro
| Anno      | Campione         | Vettura                                        | Formula                                                   |
| --------- | ---------------- | ---------------------------------------------- | --------------------------------------------------------- |
| 1957      | Lex Davison      | Ferrari 500                                    | Formula Libre                                             |
| 1958      | Stan Jones       | Maserati 250F                                  | Formula Libre                                             |
| 1959      | Len Lukey        | Cooper T45 Climax FPF                          | Formula Libre                                             |
| 1960      | Alec Mildren     | Cooper T51 Maserati                            | Formula Libre                                             |
| 1961      | Bill Patterson   | Cooper T51 Climax FPF                          | Formula Libre                                             |
| 1962      | Bib Stillwell    | Cooper T55 Climax FPF                          | Formula Libre                                             |
| 1963      | Bib Stillwell    | Brabham BT4 Climax FPF                         | Formula Libre                                             |
| 1964      | Bib Stillwell    | Brabham BT4 Climax FPF                         | Australian National Formula e Australian 1½ Litre Formula |
| 1965      | Bib Stillwell    | Brabham BT11a Climax FPF                       | Australian National Formula & Australian 1½ Litre Formula |
| 1966      | Spencer Martin   | Brabham BT11a Climax FPF                       | Australian National Formula & Australian 1½ Litre Formula |
| 1967      | Spencer Martin   | Brabham BT11a Climax FPF                       | Australian National Formula & Australian 1½ Litre Formula |
| 1968      | Kevin Bartlett   | Brabham BT23D Alfa Romeo                       | Australian National Formula & Australian 1½ Litre Formula |
| 1969      | Kevin Bartlett   | Brabham BT23D Alfa Romeo                       | Australian National Formula & Formula 2 australiana       |
| 1970      | Leo Geoghegan    | Lotus 59B Waggott                              | Formula 1 australiana & Formula 2 australiana             |
| 1971      | Max Stewart      | Mildren Waggott                                | Formula 1 australiana & Formula 2 australiana             |
| 1972      | Frank Matich     | Matich A50 Repco-Holden                        | Formula 1 australiana & Formula 2 australiana             |
| 1973      | John McCormack   | Elfin MR5 Repco-Holden                         | Formula 1 australiana & Formula 2 australiana             |
| 1974      | Max Stewart      | Lola T330 Chevrolet                            | Formula 1 australiana & Formula 2 australiana             |
| 1975      | John McCormack   | Elfin MR6 Repco-Holden                         | Formula 1 australiana & Formula 2 australiana             |
| 1976      | John Leffler     | Lola T400 Chevrolet                            | Formula 1 australiana & Formula 2 australiana             |
| 1977      | John McCormack   | McLaren M23 Leyland                            | Formula 1 australiana & Formula 2 australiana             |
| 1978      | Graham McRae     | McRae GM3 Chevrolet                            | Formula 1 australiana                                     |
| 1979      | Johnnie Walker   | Lola T332 Chevrolet                            | Formula 1 australiana                                     |
| 1980      | Alfredo Costanzo | Lola T430 Chevrolet                            | Formula 1 australiana                                     |
| 1981      | Alfredo Costanzo | McLaren M26 Chevrolet                          | Formula 1 australiana                                     |
| 1982      | Alfredo Costanzo | Tiga FA81 Cosworth Ford                        | Formula 1 australiana                                     |
| 1983      | Alfredo Costanzo | Tiga FA81 Ford                                 | Formula 1 australiana                                     |
| 1984      | John Bowe        | Ralt RT4 Ford                                  | Formula Mondial                                           |
| 1985      | John Bowe        | Ralt RT4 Ford                                  | Formula Mondial                                           |
| 1986      | Graham Watson    | Ralt RT4 Ford                                  | Formula Mondial                                           |
| 1987      | David Brabham    | Ralt RT30 Volkswagen                           | Formula 2 australiana                                     |
| 1988      | Rohan Onslow     | Cheetah Mk8 Volkswagen Ralt RT30/85 Volkswagen | Formula 2 australiana                                     |
| 1989      | Rohan Onslow     | Ralt RT20 Holden                               | Formula Holden                                            |
| 1990      | Simon Kane       | Ralt RT21 Holden                               | Formula Holden                                            |
| 1991      | Mark Skaife      | SPA 003 Holden                                 | Formula Brabham                                           |
| 1992      | Mark Skaife      | SPA 003 Holden                                 | Formula Brabham                                           |
| 1993      | Mark Skaife      | Lola T91/50 Holden                             | Formula Brabham                                           |
| 1994      | Paul Stokell     | Reynard 91D Holden                             | Formula Brabham                                           |
| 1995      | Paul Stokell     | Reynard 91D Holden                             | Formula Brabham                                           |
| 1996      | Paul Stokell     | Reynard 91D Holden                             | Formula Holden                                            |
| 1997      | Jason Bright     | Reynard 91D Holden                             | Formula Holden                                            |
| 1998      | Scott Dixon      | Reynard 92D Holden                             | Formula Holden                                            |
| 1999      | Simon Wills      | Reynard 94D Holden                             | Formula Holden                                            |
| 2000      | Simon Wills      | Reynard 94D Holden                             | Formula Holden                                            |
| 2001      | Rick Kelly       | Reynard 94D Holden                             | Formula Holden                                            |
| 2002      | Will Power       | Reynard 94D Holden                             | Formula Holden                                            |
| 2003      | Daniel Gaunt     | Reynard 96D Holden                             | Formula 4000                                              |
| 2004      | Neil McFayden    | Reynard 96D Holden                             | Formula 4000                                              |
| 2005      | Aaron Caratti    | Dallara F304 Renault Sodemo                    | Formula 3                                                 |
| 2006      | Ben Clucas       | Dallara F304 Spiess Opel                       | Formula 3                                                 |
| 2007      | Tim Macrow       | Dallara F304 Spiess Opel                       | Formula 3                                                 |
| 2008      | James Winslow    | Dallara F307 HWA Mercedes-Benz                 | Formula 3                                                 |
| 2009      | Joey Foster      | Dallara F307 HWA Mercedes-Benz                 | Formula 3                                                 |
| 2010      | Ben Barker       | Dallara F307 HWA Mercedes-Benz                 | Formula 3                                                 |
| 2011      | Chris Gilmour    | Dallara F307 HWA Mercedes-Benz                 | Formula 3                                                 |
| 2012      | James Winslow    | Dallara F307 HWA Mercedes-Benz                 | Formula 3                                                 |
| 2013      | Tim Macrow       | Dallara F307 HWA Mercedes-Benz                 | Formula 3                                                 |
| 2014      | Simon Hodge      | Mygale M11 HWA Mercedes-Benz                   | Formula 3                                                 |
| 2015–2020 | Non assegnato    | Non assegnato                                  | Non assegnato                                             |
| 2021      | Joey Mawson      | Rogers AF01/V8 Ford                            | S5000                                                     |
| 2022      | Joey Mawson      | Rogers AF01/V8 Ford                            | S5000                                                     |